# Groupe de NGC 3233
Le groupe de NGC 3233 comprend au moins trois galaxies situées dans la constellation de l'Hydre. La distance moyenne entre ce groupe et la Voie lactée est d'environ 58,9 Mpc (∼192 millions d'al). 

## Membres
Le tableau ci-dessous liste les trois galaxies du groupe indiquées dans l'article de A.M. Garcia paru en 1993.   
| Nom        | Class.       | Type           | α (J2000.0)   | δ (J2000.0)  | Vitesse radiale (km/s) | m            | Distance (Mpc) | Diamètre (kal) |
| ---------- | ------------ | -------------- | ------------- | ------------ | ---------------------- | ------------ | -------------- | -------------- |
| NGC 3233   | (R'_1)SB(r)a | Spirale barrée | 10h 21m 57.4s | -22° 16′ 04″ | 3863 ± 9               | 12,5         | 59,5 ± 4,2     | 194            |
| NGC 3240   | SA(rs)cd?    | Spirale        | 10h 24m 30.6s | -21° 47′ 28″ | 3550 ± 4               | 13,1         | 57,5 ± 4,0     | 93             |
| ESO 567-51 | E?           | Elliptique     | 10h 20m 02.4s | -21° 31′ 07″ | 3701 ± 14              | 12,85 ± 0,09 | 59,8 ± 4,2     | 103            |

Le site DeepskyLog permet de trouver aisément les constellations des galaxies mentionnées dans ce tableau ou si elles ne s'y trouvent pas, l'outil du site constellation permet de le faire à l'aide des coordonnées de la galaxie. Sauf indication contraire, les données proviennent du site NASA/IPAC.